# Jhusi Kohna
Jhusi Kohna – miasto w północnych Indiach w stanie Uttar Pradesh, na Nizinie Hindustańskiej.
Populacja miasta w 2001 roku wynosiła 16309 mieszkańców.